# Giacinto Grassi
Giacinto Grassi (Settime, 24 maggio 1918 – Asti, 28 gennaio 1993) è stato un letterato, poeta e studioso di cultura astigiana italiano.
Si laurea presso la Scuola Normale Superiore di Pisa in filosofia, compie diversi studi e pubblica saggi su svariate riviste di pedagogia e letteratura, tra cui la Lectura Dantis Internazionale, con due saggi danteschi. Gran parte dei suoi scritti, però, trattano le tematiche che riguardano la cultura astigiana.
Professore del Liceo Scientifico ad Asti dal 1958 al 1972 e quindi dell'Istituto Magistrale fino al 1982.
Tra le sue opere poetiche troviamo i due volumi " Un Caro Paese" del 1966, e "La Clessidra". 
Nel 1995 è stata pubblicata, postuma, una raccolta di scritti inediti: "I fuochi del Mugnone".
| Controllo di autorità | VIAF (EN) 205159234566403372082 · SBN SBLV024881 |